# David Dundas (2e baronnet)
Pour les articles homonymes, voir David Dundas.
David Barnett Dundas (28 août 1803 - 30 mars 1877) est un avocat écossais, homme politique libéral et un aménageur agricole.

## Biographie

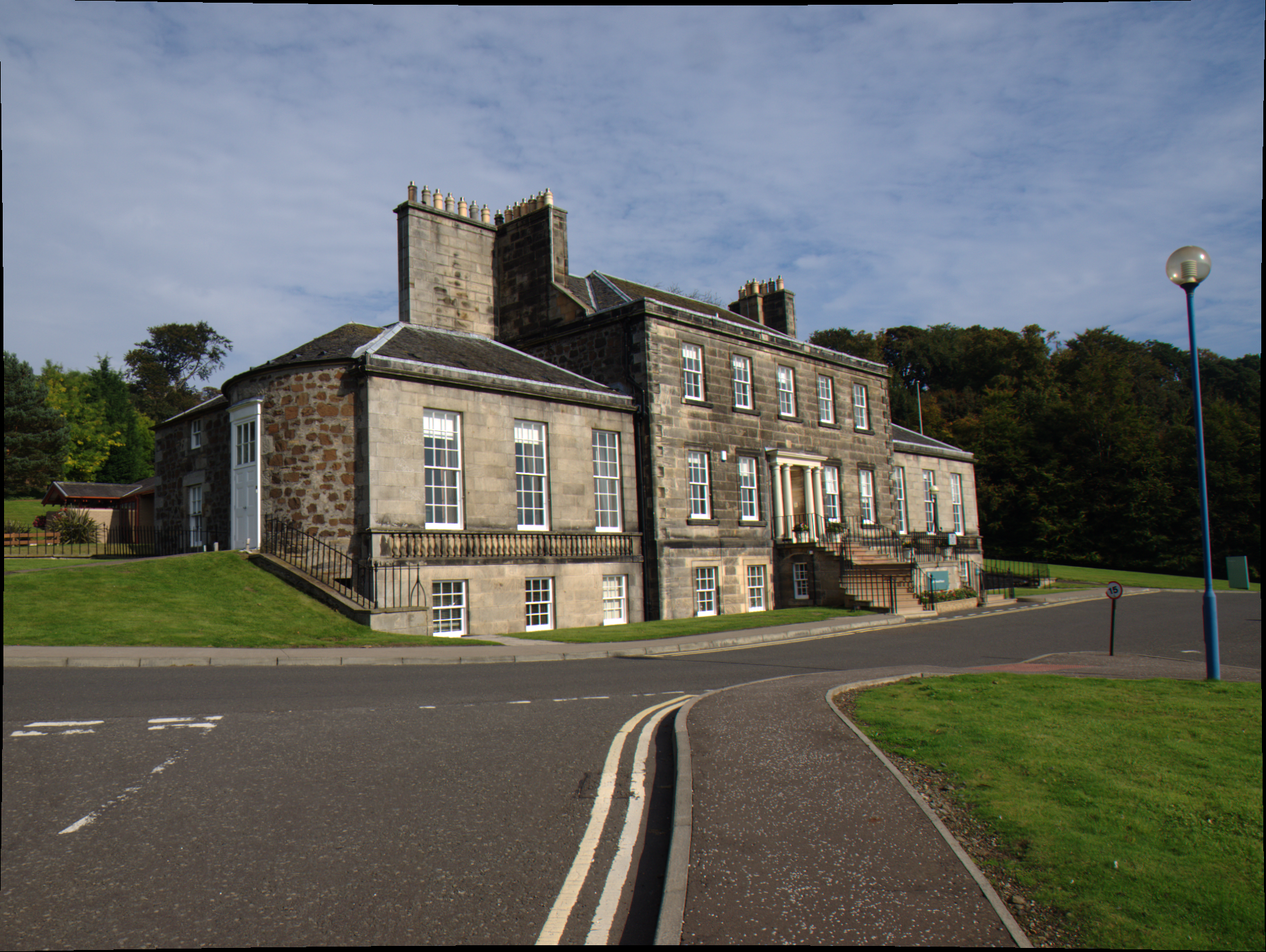
Beechwood House, lieu de naissance de David Dundas

Il est le fils de Robert Dundas (1er baronnet) (1761-1835) et de Matilda Cockburn (fille d'Archibald Cockburn (en)). Il est né dans le manoir familial de Beechwood House près de Corstorphine dans l'ouest d'Édimbourg le 28 août 1803 . En 1824, il acquiert le domaine de Henry Dundas à Dunira dans le Perthshire. À la mort de son père en 1835, David devient le 2e baronnet.
Dundas fait ses études à la Westminster School et à Christ Church d'Oxford. Il est admis au barreau de l'Inner Temple en 1824 et nommé conseiller de la reine en février 1840.
Il est élu pour représenter Sutherland au Parlement pour le parti libéral en mars 1840. En juillet 1846, il est nommé solliciteur général de l'Angleterre et du Pays de Galles. À l'époque, il est d'usage que l'acceptation d'un poste ministériel entraîne une élection partielle et est réélu le 28 juillet. En février 1846, il est fait chevalier, un avantage traditionnel de la charge, mais il démissionne de son poste en mars 1848 en raison de sa mauvaise santé et retourne à l'arrière-ban. En mai 1849, il est nommé juge-avocat général, réélu à nouveau lors d'une élection partielle le 5 juin et nommé membre du Conseil privé le 29 juin.
En 1851, il est élu membre de la Royal Society of Edinburgh, son proposant étant John Cockburn, le marchand de vin qui a fondé Cockburns of Leith .
En 1852, il charge l'architecte William Burn de remodeler complètement le manoir de Dunira et y vit jusqu'à la fin des années 1860 .
Il se retire de la politique lors des élections générales de 1852, et est remplacé par le marquis de Stafford, également libéral.
À la retraite, il vit et travaille dans ses appartements à l'Inner Temple et est notamment administrateur du British Museum. Sa retraite de la politique n'est pas permanente ; lorsque Stafford entre à la Chambre des lords en mars 1861 en devenant le troisième duc de Sutherland, Dundas retourne au Parlement. Il se retire à nouveau en mai 1867, étant remplacé par Lord Ronald Sutherland-Leveson-Gower, le frère cadet du duc.
Il décède le 30 mars 1877.

## Famille
Il se marie deux fois, en 1841 avec Catherine Whyte Melville (d.1856) ; et en 1858 à Lady Lucy Anne Pelham (1815-1901), fille de Thomas Pelham (2e comte de Chichester). Lucy est une artiste amateur douée.
Il a sept enfants de son premier mariage :
- Georgina Catherine Dundas (1843-1859)
- Robert Dundas (1844-1865), décédé célibataire
- David Pelham Dundas (1845-1856), décédé dans l'enfance
- Sir Sydenham James Dundas, 3e baronnet (1849-1904), décédé célibataire
- Sir Charles Henry Dundas, 4e baronnet (1851-1908), décédé célibataire
- Sir George Whyte Melville Dundas, 5e baronnet (1856-1934), qui épouse Matilda Louisa Mary Wilson et a des enfants
- Lady Jane Dundas (morte en 1929), qui épouse le révérend Francis Agnew Bickmore et a des enfants

Il a un fils de son deuxième mariage, Sydenham Jaspar Dundas (1859-1909) .